# Irving Howe

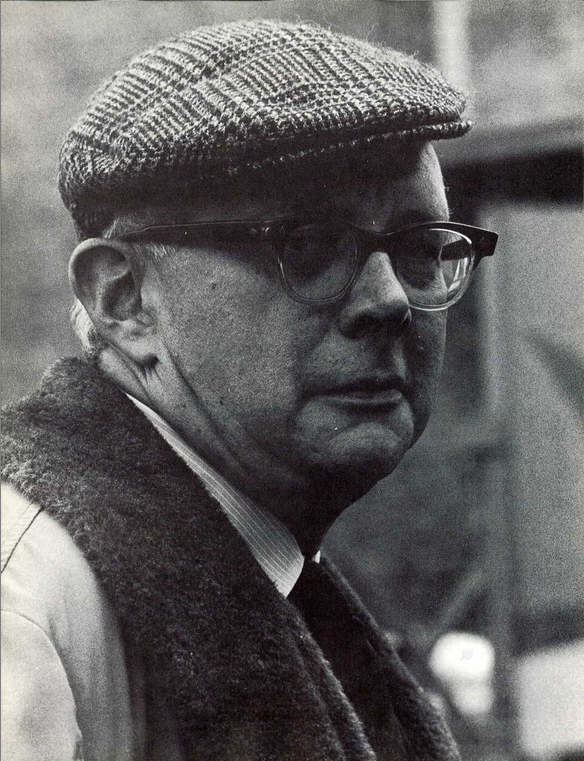

Irving Howe (* 11. Juni 1920 in New York City; † 5. Mai 1993 ebenda) war ein US-amerikanischer Literaturwissenschaftler und Hochschullehrer.

## Leben
Irwing Howe wurde als Sohn eines jüdischen Lebensmittelhändlers, der seinen Laden während der Großen Depression verlor und anschließend als Hausierer und Tuchpresser arbeitete, in der East Bronx geboren. In seiner Autobiografie beschreibt Howe seine von Armut und Entbehrungen geprägt Kindheit und Jugend inmitten der Gemeinde der osteuropäischen jüdischen Immigranten.
Er absolvierte ein Studium der englischen Literatur am City College in New York City und nahm als Soldat am Zweiten Weltkrieg teil. Zurück im zivilen Leben New Yorks verdiente er seinen Lebensunterhalt mit kulturjournalistischen Arbeiten für den damals einflussreichen Partisan Review. Von 1953 bis 1963 hatte er Lehraufträge an den Universitäten Brandeis und Stanford. Er erhielt 1963 eine Professur für Anglistik am Hunter College der City University of New York.
Auf dem Hintergrund seiner eigenen Herkunft blieb Howe zeit seines Lebens tief verwurzelt in der Intellektuellenschicht, die sich in New York aus den Nachkommen der aus Osteuropa eingewanderten Juden gebildet hatte.  In seinem Buch World of Our Fathers schildert er in bewegender Form die Einwanderung der osteuropäischen Juden und deren ambivalente gemeinsame Verbindung zwischen Gottesfurcht und Liebe einerseits sowie Respektlosigkeit und Distanz andererseits. Für Howe blieben die Vereinigten Staaten dessen ungeachtet stets „das Gelobte Land“. In einem seiner letzten Werke über Ralph Waldo Emerson gibt er seiner Hoffnung für dieses neue Land Ausdruck und bezeichnet dies als „The American Newness“.
Er erwarb sich große Verdienste um die Herausgabe und Übersetzung jiddischer Literatur ins Englische. Unter anderem veranlasste er die erste Übertragung der Werke Isaac Bashevis Singers im Partisan Review.
Er gab die Werke von George Gissing, Edith Wharton, Leo Trotzki und George Orwell heraus. Von 1953 an war er Herausgeber der Zeitschrift Dissent, zu deren Mitbegründern er gehörte.
Seine Literaturkritiken und Essays erschienen in zahlreichen intellektuellen Zeitschriften, unter anderem in Commentary, Politics, The Nation, The New Republic und The New York Review of Books. Er wurde zu den führenden Köpfen der New York Intellectuals gezählt.
1987 war er MacArthur Fellow. Außerdem war er seit 1973 Mitglied der American Academy of Arts and Sciences und seit 1979 Mitglied der American Academy of Arts and Letters.

## Werke (Auswahl)
- A World More Attractive: A View of Modern Literature and Politics (1963)
- World of Our Fathers (1976)
- Celebrations and Attacks Essays und Literaturkritiken (1979)
- A Margin of Hope: An Intellectual Autobiography (1982)

### Herausgeber
- Favorite Yiddish Stories (1974; mit Eliezer Greenberg)
- The Best of Shalom Aleichem (1979; mit Ruth R. Wisse)
- The Penguin Book of Modern Yiddish Verse (1987)